# 里诺·普奇
里诺·普奇（義大利語：Rino Pucci，1922年1月29日—1986年12月10日），意大利男子自行车运动员。他曾代表意大利参加1948年夏季奥林匹克运动会自行车比赛，获得男子团体追逐赛银牌。